# طائرة نفاثة (أغنية)
طائرة نفاثة (بالإنجليزية: Jet Airliner)‏ هي أول أغنية منفردة لـ مودرن توكينغ من الألبوم الخامس «رومانسية ووريورز». تم إصدار الأغنية في ألمانيا وفي مناطق أوروبية أخرى في 18 مايو 1987. بلغت ذروة «طائرة نفاثة» المرتبة السابعة في ألمانيا في 22 يونيو 1987، بعد شهر واحد من إطلاقها وقضت أربعة أسابيع ضمن المراكز العشرة الأولى ومجموع 11 أسبوعًا على الرسم البياني الفردي. في حين تمكنت الأغنية الفردية من دخول المراكز العشرة الأولى في النمسا، فقد دخلت قائمة أفضل 20 في سويسرا والسويد، وفي الوقت نفسه كانت رسومًا بيانية معتدلة في هولندا حيث بلغت ذروتها في المرتبة 33.

## قائمة التشغيل
7 "Single Hansa 109138 year 1987
1. طائرة نفاثة - 4:16
2. «طائرة نفاثة» (آلات موسيقية) - 3:50

12 "ماكسي هانزا 609138 سنة 1987
1. «طائرة نفاثة» (ربط-حزام الأمان-مزيج) - 5:53
2. «طائرة نفاثة» (آلات موسيقية) - 3:50
3. طائرة نفاثة - 4:16

## روابط خارجية
- كلمات الأغنية الكاملة على مترولايركس
- Jet Airliner على Discogs (قائمة بالإصدارات)